# Romboencèfal
El romboencèfal és la part de l'encèfal que es desenvolupa a partir de la vesícula cerebral posterior en dividir-se en dues vesícules secundàries. La més posterior dona lloc al mielencèfal, que al seu torn formarà el bulb raquidi, i l'anterior dona lloc al metencèfal, que al seu torn formarà la protuberància i el cerebel.
L'òrgan deu el nom al fet que el quart ventricle pren una forma romboïdal en el transcurs del seu desenvolupament.